# Трајан Деције
Гај Месије Квинт Трајан Деције (лат. Gaius Messius Quintus Traianus Decius; Сирмијум, око 201. — Абрит, 1. јул 251) је био римски цар. Деције Трајан је био први римски цар илирског порекла. Такође је познат као прогонитељ хришћана. Убијен је заједно са сином Херенијем Етрускусом пошто им је војска поражена од Гота у бици код Абрита.

## Порекло и рана каријера
Трајан Деције је био прва личност са територије данашње Србије, која се уздигла на римски престо. Рођен је у околини Сирмијума данашње Сремске Митровице, у селу Будалија (данашњи Мартинци), у провинцији Доњој Панонији, на тлу данашње Србије. Отац му је био официр, а мајка Херенија Етрусцила је старог италског порекла. Иако је био староседелачког порекла, определио се за војну каријеру и због своје храбрости и одлучности напредовао је од нижег официра, до заповедника римске војске. Између 234 – 238. био је гувернер провинције Доње Мезије. Око 245. године, цар Филип Арабљанин доделио му је важну команду на Дунаву. Крајем 248. године био је послат да заустави побуну у Горњој Мезији и Панонији. Омиљен међу војницима ушао је у 249. године у грађански рат са функцијом перфекта града Рима. Побеђује Филипа Арбљанина у бици код Вероне и од војске бива избран за цара. У јесен исте године Деције Трајан је стигао у Рим, где је формално постао римски цар. Почео је реформе и унапређиван од државе, али је морао да интервенише на дунавској граници.

## Ратови Трајана Деција
Током своје кратке владавине, Трајан Деције ратовао је против Гота који су прелазили Дунав да би пљачкали по Мезији и Тракији. Рат је трајао током 250. и 251. године. Готи су опсели Никопољ, али их је римска војска тада изненадила, па су побегли. Убрзо су поразили Римљане, које је предводио Деције Трајан. Први пут у историји римски цар је побегао пред варварима. Остроготи су онда опсели и освојили Филипопољ. Тада се Гај Јулије Приск прогласио за цара под заштитом Гота. Они су се ипак доста исцрпили приликом опсаде Филипопоља и тако је Деције Трајан могао да пређе у офанзиву. Варвари су се повлачили и до битке је дошло у мочварној области данашње Добруџе, у близини Абрита 1. јула 251. Тада је, на почетку битке Хереније Етрускус, син Деција Трајана био убијен, а убрзо је та судбина задесила и цара. Римљани су били тешко поражени. Деције Трајан је постао тако први римски цар који је био убијен у бици. Убрзо је деификован, заједно са сином.

## Прогон хришћана под Трајаном Децијем
Тежећи да обнови Рим, традицију и обичаје, 250. године је покренуо први оштар погром хришћана, обзнањујући едикт о својим намерама. Цар је захтевао да епископи Цркве приносе жртве њему лично, што је за хришћане било немогуће.

## Трајан Деције у словенској и српској митологији
У митологији старих Словена је постојао бог Тројан (Трајан), за чије име се верује да је постало од имена римског цара. Историјски извор познат као Откриће Свете Марије божје у паклу из 12. века нам говори да су словенски богови Трајан, Хорз, Велес и Перун били људи, а Апокалипсис апостола, апокриф из 16. века, говори исто тако да су Трајан, Перун, и Хорз били људи, а притом додаје да је Перун живео код Грка, Хорз на Кипру, а Трајан у Риму као цар римски.
У Вуковом Речнику је записана једна српска легенда о богу (или демону) Тројану, која је занимљива због повезивања Тројана са Сремом, будући да се зна да је римски цар Деције Трајан рођен у Срему. Део легенде, који је нама занимљив, каже: "На планини Церу у околини Шапца, у близини Тројановог града, живео је Тројан. Сваке ноћи, ишао је он у Срем код какве жене или девојке". Сличну легенду можемо наћи и у Милићевићевој Кнежевини Србији: "У једном замку на планини Церу живео је цар Тројан". Такође, у српском народу постоји веровање да најбољи јунаци потичу од демона Тројана, змајева и вила.